# La interpretación de los sueños
La interpretación de los sueños (Die Traumdeutung) es una obra de Sigmund Freud. La primera edición se publicó inicialmente en alemán en noviembre de 1899, aunque fue fechada posteriormente como 1900 por el editor Franz Deuticke. 

Flectere si necqueo superos, Acheronta movebo. (La Eneida)

La publicación inauguró la teoría freudiana del análisis de los sueños, cuya actividad describiría Freud como 

la vía regia hacia el conocimiento de lo inconsciente dentro de la vida anímica.

Freud plantea que los sueños son una realización alucinatoria de deseos y por consecuencia, una vía privilegiada de acceso al inconsciente, mediante el empleo del método interpretativo fundado en la asociación libre de los símbolos más importantes del sueño. El texto es importante ya que Freud expone de forma sistemática su primera teoría sobre el aparato psíquico (o primera tópica).

## Contenido
Al inicio del primer capítulo, Freud describe su trabajo del siguiente modo:

En las páginas que siguen demostraré que existe una técnica psicológica que permite interpretar sueños, y que, si se aplica este procedimiento, todo sueño aparece como un producto psíquico provisto de sentido al que cabe asignar un puesto determinado dentro del ajetreo anímico de la vigilia. Intentaré, además, aclarar los procesos que dan al sueño el carácter de algo ajeno e irreconocible, y desde ellos me remontaré a la naturaleza de las fuerzas psíquicas de cuya acción conjugada o contraria nace el sueño.

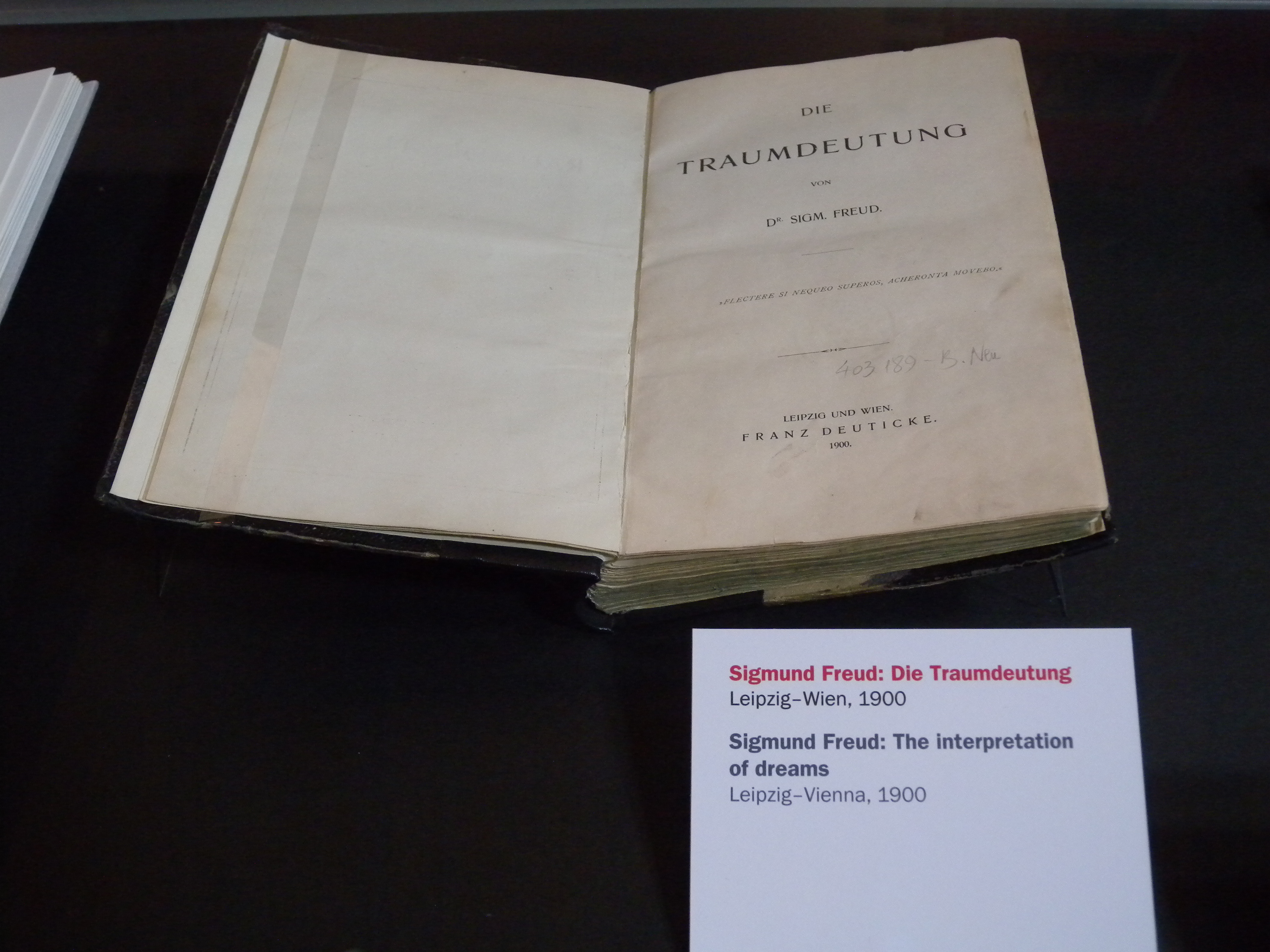
Edición original.

La obra introduce el concepto de Yo, y describe la teoría de Freud del inconsciente en lo que concierne a la interpretación de los sueños. Los sueños, desde el punto de vista freudiano, constituyen formas de "cumplimiento de deseo" — tentativas del inconsciente para resolver un conflicto de alguna clase, ya sea algo reciente o algo procedente de lo más hondo del pasado (más tarde en Más allá del Principio de Placer Freud hablaría de los sueños que no parecían constituirse en cumplimiento de deseo). Sin embargo, debido a que la información en el inconsciente se encuentra en una indomable y a menudo perturbadora forma, un "censor" en el preconsciente no permitirá que pase inalterada a la consciencia. Durante los sueños, el preconsciente es más laxo en este deber que en horas de vigilia, pero todavía está atento: como tal, el inconsciente debe falsear y deformar el sentido de su información para que pueda pasar a través de la censura. Así, las imágenes en los sueños a menudo no son lo que parecen ser, según Freud, y necesitan de una profunda interpretación para que puedan informarnos sobre las estructuras del inconsciente.
Freud basa su argumentación en la revisión inicial de trabajos científicos previos de análisis de los sueños, que encuentra interesantes pero inadecuados. A continuación describe una serie de sueños que ilustran su teoría. Muchos de sus sueños más importantes son propios — su método es inaugurado con un análisis de su sueño La inyección de Irma —  pero muchos también proceden de estudios de casos de pacientes. La mayor parte de las fuentes de Freud para el análisis están en la literatura, y el libro es tanto un autoconsciente intento de análisis literario como un estudio psicológico. Freud aquí también examina en primer lugar lo que más tarde se convertiría en la teoría del complejo de Edipo.

### Esquema del peine

Figura 1 del esquema del peine

Figura 2 del esquema del peine

Figura 3 del esquema del peine

El esquema del peine es una metáfora utilizada por Freud en esta obra para representar la forma en que la censura y la represión operan en el proceso de formación del sueño. Según afirma, cuando una persona tiene un deseo o impulso inaceptable o conflictivo, este deseo es censurado por el consciente y reprimido al inconsciente. El esquema del peine ilustra cómo la censura filtra y selecciona los contenidos inaceptables antes de que lleguen a la conciencia.[cita requerida]

## Recepción

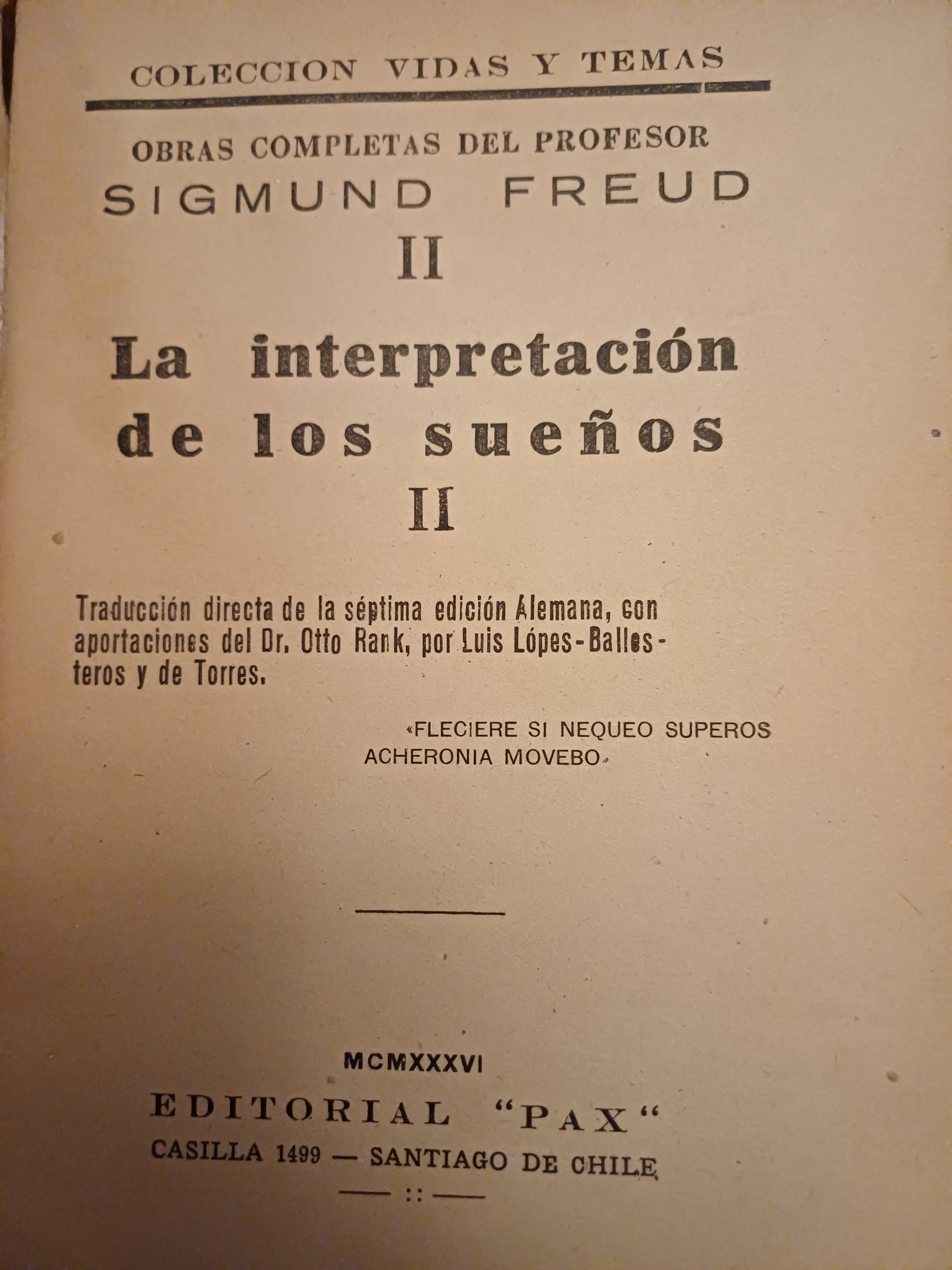
Portada del segundo volumen de la traducción de la séptima edición alemana, de 1936.

La tirada inicial del libro fue muy baja — tomó muchos años vender las primeras 600 copias. Freud revisó el libro al menos ocho veces, y en la tercera edición añadió una amplia sección que trataba del simbolismo de los sueños muy literalmente, a raíz de la influencia de Wilhelm Stekel. Más tarde, los psicoanalistas han expresado su frustración con esta sección, ya que alienta la idea de que la interpretación de los sueños era una sencilla búsqueda de los símbolos de sexo, penes, etcétera. (Ejemplo: "Inclinaciones empinadas, escaleras y escalones, subiéndolos o bajándolos, son representaciones simbólicas del acto sexual"). La mayor parte de estos enfoques se han abandonado, y se han reemplazado por métodos más comprehensivos. Se le considera su más importante contribución a la psicología, y el propio Freud dijo de su obra: "Un descubrimiento como este se corresponde a uno de entre muchos, pero solo se vislumbra una vez en la vida".[cita requerida]